# فول نابت
فول نابت هي شوربة مصرية مصنوعة من الفول المُبرعم. تحظى بشعبية خاصة في فصل الشتاء، وغالبًا ما تُحضَّر للمرضى.

## التحضير
يُنقع الفول المُجفف في الماء لمدة تتراوح بين 8 إلى 12 ساعة، مع تغيير الماء بشكل دوري لمنع نمو البكتيريا، حتى يبدأ في التبرعم، وتستغرق هذه العملية حوالي يومين. بعد أن يبرعم الفول، يُغلى في الماء مع البصل والكمون حتى يصبح طريًا.
تُتبل الشوربة بعد ذلك بالملح والفلفل الأسود وعصير الليمون لتعزيز النكهة. ويمكن إضافة الجزر وخضروات أخرى.